# MasterChef Celebrity (programa de televisión colombiano)
MasterChef Celebrity es un programa de televisión colombiano de competición gastronómica entre famosos. Este es el tercer formato de la serie MasterChef en Colombia, luego de la emisión de dos temporadas del tradicional MasterChef (integrado por personas del común) y una de MasterChef Junior (competido entre niños). El concurso es producido y emitido por RCN Televisión en Colombia, y en Latinoamérica por las cadenas TLC y Discovery Home and Health
Está presentado por Claudia Bahamón, y cuenta con la participación de los chefs de renombre nacional e internacional Jorge Rausch, Nicolás de Zubiría , Christopher Carpentier hasta la quinta temporada y Adria Marina en la sexta como jurados.

## Formato
Las pruebas a las que tendrán que hacer frente los participantes son:
- Caja misteriosa (prueba inicial): los concursantes recibirán uno o más ingredientes que deben utilizar en el plato a cocinar de alguna forma, bien a su estilo, o bien siguiendo las indicaciones o consejos que haya dado el jurado. Una vez terminado el tiempo los jueces «deliberan» y los dos o tres mejores platos serán los capitanes de la siguiente prueba. El mejor aspirante será recompensado de alguna forma, generalmente con la inmunidad, asegurándose su permanencia en el concurso una semana más.
- Prueba por equipos: esta prueba se realizará fuera de las cocinas de MasterChef, generalmente con el objetivo de cocinar para personalidades públicas o reconocidas. Los concursantes se dividen en dos equipos, rojo y azul, y el capitán de cada uno debe escoger a los integrantes y el menú a cocinar, empezando el mejor de la prueba inicial. Los concursantes tendrán que cocinar de forma organizada para lograr sacar todos los platos a tiempo. El equipo peor valorado tendrá que enfrentarse a la prueba de eliminación.
- Prueba de eliminación: el equipo o los concursantes que mejor lo hayan hecho en la prueba anterior estarán exentos de esta prueba y observarán a sus compañeros que han perdido. Los concursantes perdedores deberán cocinar la receta que indique el jurado. El jurado «deliberará» y el dueño/a del «peor» plato abandonará el programa definitivamente.
- Prueba de presión (prueba inicial): es la prueba más dura. Una o varias estrellas importantes de la cocina visitará el programa, les enseñará una de sus creaciones maestras y la tendrán que reproducir de la manera más fidedigna posible a la original siguiendo las indicaciones y los pasos del maestro.
- Reto creativo (prueba inicial): los aspirantes serán limitados a usar unos ingredientes, y con ellos deberán cocinar el plato que decidan, tratando de que los ingredientes propuestos combinen de forma adecuada. El jurado puede darles indicaciones.

## Equipo del programa

### Jurado y presentador
Jurado
     Presentador
| Jurado y presentador   | Temporadas | Temporadas | Temporadas | Temporadas | Temporadas | Temporadas | Temporadas |
| Jurado y presentador   | 1          | 2          | 3          | 4          | 5          | 6          | 7          |
| ---------------------- | ---------- | ---------- | ---------- | ---------- | ---------- | ---------- | ---------- |
| Jorge Rausch           |            |            |            |            |            |            |            |
| Nicolás de Zubiría     |            |            |            |            |            |            |            |
| Christopher Carpentier |            |            |            |            |            |            |            |
| Adria Marina           |            |            |            |            |            |            |            |
| Belén Alonso           |            |            |            |            |            |            |            |
| Claudia Bahamón        |            |            |            |            |            |            |            |

## Temporadas
| Temp. | Temp. | N.º de episodios | Duración                                       | Ganadores        | Finalistas                                          | Índice de audiencia |
| ----- | ----- | ---------------- | ---------------------------------------------- | ---------------- | --------------------------------------------------- | ------------------- |
|       | 1     | 65               | 5 de junio de 2018 - 9 de septiembre de 2018   | Piter Albeiro    | Estefanía Borge Variel Sánchez                      | 6.6                 |
|       | 2     | 83               | 14 de septiembre de 2019 - 29 de marzo de 2020 | Adriana Lucía    | Andrea Tovar Mariana Mesa                           | 5.8                 |
|       | 3     | 81               | 5 de junio de 2021 - 1 de noviembre de 2021    | Carla Giraldo    | Viña Machado Liss Pereira Frank Martínez            | 9.2                 |
|       | 4     | 122              | 21 de febrero de 2022 - 12 de julio de 2022    | Ramiro Meneses   | Carlos Báez Chicho Arias Tatán Mejía                | 7.7                 |
|       | 5     | 123              | 29 de mayo de 2023 - 8 de octubre de 2023      | Carolina Acevedo | Marianela González Adrián Parada Daniela Tapia      | 6.3                 |
|       | 6     | 130              | 18 de junio de 2024 - 17 de diciembre de 2024  | Paola Rey        | Carolina Cuervo Martina "La Peligrosa" Vicky Berrío | 6.3                 |

### Primera temporada
En esta temporada, un grupo de 18 celebridades, conformado por actores, cantantes, modelos, deportistas, influencers y comediantes, se midió a una serie de retos y pruebas tanto individuales como grupales, con el objetivo de ser el ganador de un premio millonario y alcanzar el honor de convertirse en el primer MasterChef Celebrity de Colombia.
| Lugar | Concursante               | Procedencia         | Edad | Profesión           | Resultado      |
| ----- | ------------------------- | ------------------- | ---- | ------------------- | -------------- |
| 1     | Piter Albeiro             | Bucaramanga         | 39   | Humorista           | Ganador        |
| 2/3   | Estefanía Borge           | Cartagena de Indias | 38   | Actriz y modelo     | Finalistas     |
| 2/3   | Variel Sánchez            | Bogotá              | 28   | Actor               | Finalistas     |
| 4     | Catalina Gómez Piedrahita | Medellín            | 39   | Presentadora        | Semifinalista  |
| 5     | María José Martínez       | Bogotá              | 38   | Actriz y locutora   | 14.ª eliminada |
| 6     | Carlos Hurtado            | Bogotá              | 51   | Actor               | 13.° eliminado |
| 7     | Susano José               | Barranquilla        | 29   | Influencer          | 12.° eliminado |
| 8     | Tuti Vargas               | Bogotá              | 27   | YouTuber y modelo   | 11.ª eliminada |
| 9     | Omar Murillo              | Cali                | 36   | Actor y cantante    | 10.° eliminado |
| 10    | Luisa Fernanda W          | Medellín            | 25   | Influencer          | 9.ª eliminada  |
| 11    | Margalida Castro †        | San Gil             | 74   | Actriz              | 8.ª eliminada  |
| 12    | Legarda †                 | Popayán             | 28   | Cantante            | 7.° eliminado  |
| 13    | Giovanny Ayala            | Granada             | 42   | Cantante            | 6.° eliminado  |
| 14    | Rafael Novoa              | Bogotá              | 46   | Actor               | 5.° eliminado  |
| 15    | Cecilia Navia             | Pitalito            | 40   | Actriz              | 4.ª eliminada  |
| 16    | Maía                      | Barranquilla        | 35   | Cantautora          | 3.ª eliminada  |
| 17    | Jairo Martínez            | Cartagena de Indias | 63   | Productor y mánager | 2.° eliminado  |
| 18    | Ana Victoria Beltrán      | Bogotá              | 38   | Actriz              | 1.ª eliminada  |

### Segunda temporada
En esta edición, el grupo de celebridades aumentó a 22 participantes, los cuales, de la misma manera, se enfrentaron a diferentes competencias culinarias con el propósito de obtener una recompensa millonaria y, por supuesto, el reconocimiento de ser el segundo MasterChef Celebrity de Colombia.
| Lugar | Concursante            | Procedencia          | Edad | Profesión               | Resultado                         |
| ----- | ---------------------- | -------------------- | ---- | ----------------------- | --------------------------------- |
| 1     | Adriana Lucía          | Santa Cruz de Lorica | 37   | Cantante                | Ganadora                          |
| 2/3   | Andrea Tovar           | Quibdó               | 26   | Exreina de belleza      | Finalistas                        |
| 2/3   | Mariana Mesa           | Pereira              | 39   | Extenista               | Finalistas                        |
| 4/5   | Diego Trujillo         | Bogotá               | 59   | Actor y comediante      | Semifinalistas                    |
| 4/5   | Hassam                 | Bogotá               | 42   | Humorista               | Semifinalistas                    |
| 6     | Juan David Muñoz       | Barranquilla         | 24   | Influencer y comediante | 16.° eliminado                    |
| 7     | Sebastián Carvajal     | Bucaramanga          | 27   | Actor                   | 15.° eliminado                    |
| 8     | Mariana Gómez          | Medellín             | 27   | Actriz y cantante       | 14.ª y 2.ª eliminada              |
| 9     | El Mindo               | Cali                 | 30   | Influencer              | 13.° eliminado                    |
| 10    | Óscar Córdoba          | Cali                 | 49   | Exfutbolista            | 12.° eliminado                    |
| 11    | Isabella Atehortúa     | Rionegro             | 21   | Exreina de belleza      | 11.ª eliminada                    |
| 12    | Isabella Santodomingo  | Barranquilla         | 51   | Actriz y escritora      | 10.ª eliminada                    |
| 13    | Fausto Murillo         | Turbo                | 51   | YouTuber y entrenador   | 9.° eliminado                     |
| 14    | Sara Corrales          | Medellín             | 33   | Actriz y modelo         | Retirada por recomendación médica |
| 15    | Jhon Álex Castaño      | Balboa               | 38   | Cantante                | 8.° eliminado                     |
| 16    | Sebastián Silva        | Ibagué               | 26   | Actor y cantante        | 7.° eliminado                     |
| 17    | Aura Cristina Geithner | Bogotá               | 52   | Actriz                  | 6.ª eliminada                     |
| 18    | Consuelo Luzardo       | Bogotá               | 74   | Actriz                  | 5.ª eliminada                     |
| 19    | Kika Nieto             | Bogotá               | 26   | Influencer              | Retiro voluntario                 |
| 20    | Maru Yamayusa          | Bogotá               | 71   | Actriz                  | 4.ª eliminada                     |
| 21    | Pedro Palacio          | Barranquilla         | 41   | Actor                   | 3.° eliminado                     |
| 22    | Checo Acosta           | Soledad              | 54   | Cantante                | 1.° eliminado                     |

### Tercera temporada
| Lugar | Concursante           | Procedencia         | Edad | Profesión                   | Resultado             |
| ----- | --------------------- | ------------------- | ---- | --------------------------- | --------------------- |
| 1     | Carla Giraldo         | Medellín            | 35   | Actriz                      | Ganadora              |
| 2/3/4 | Frank Martínez        | Itagüí              | 37   | Comediante                  | Finalistas            |
| 2/3/4 | Liss Pereira          | Sardinata           | 36   | Actriz y comediante         | Finalistas            |
| 2/3/4 | Viña Machado          | Santa Marta         | 42   | Actriz                      | Finalistas            |
| 5     | Gregorio Pernía       | Cúcuta              | 51   | Actor                       | Semifinalista         |
| 6     | Diego Camargo         | Santa Marta         | 46   | Comediante y presentador    | 17.° eliminado        |
| 7     | Marbelle              | Buenaventura        | 41   | Cantante y compositora      | 16.ª eliminada        |
| 8     | Carlos Camacho        | Cali                | 50   | Actor                       | 15.° eliminado        |
| 9     | Catalina Maya         | Betulia             | 45   | Modelo y empresaria         | 14.ª y 10.ª eliminada |
| 10    | Emmanuel Esparza      | Valencia            | 45   | Actor                       | 13.° eliminado        |
| 11    | Julio Sánchez Cóccaro | Bogotá              | 56   | Actor                       | 12.° y 4.° eliminado  |
| 12    | Endry Cardeño         | Cúcuta              | 41   | Actriz                      | 11.ª eliminada        |
| 13    | Freddy Beltrán        | Bogotá              | 42   | Actor y comediante          | 9.° eliminado         |
| 14    | Ana María Estupiñán   | Bogotá              | 29   | Actriz y cantante           | 8.ª eliminada         |
| 15    | Alicia Machado        | Maracay             | 44   | Actriz y exmiss universo    | 7.a eliminada         |
| 16    | Luis Eduardo Díaz     | Bogotá              | 63   | Exconcejal                  | 6.° eliminado         |
| 17    | Mario Espitia         | Barranquilla        | 37   | Actor y presentador         | 5.° eliminado         |
| 18    | Ernesto Calzadilla    | Caracas             | 46   | Modelo, actor y presentador | 3.er eliminado        |
| 19    | Lorna Cepeda          | Cartagena de Indias | 50   | Actriz                      | 2.ª eliminada         |
| 20    | Francy                | Guacarí             | 40   | Cantante                    | 1.ª eliminada         |

### Cuarta temporada
La cuarta temporada del formato, trajo consigo a 22 nuevas celebridades, quienes se enfrentaron a múltiples retos con la finalidad de alzarse con el título gastronómico y el premio que lo acompaña.
| Lugar | Concursante               | Procedencia         | Edad | Profesión                   | Resultado            |
| ----- | ------------------------- | ------------------- | ---- | --------------------------- | -------------------- |
| 1     | Ramiro Meneses            | Medellín            | 51   | Actor y director            | Ganador              |
| 2/3/4 | Carlos Báez Carvajal      | Bogotá              | 27   | Actor                       | Finalistas           |
| 2/3/4 | Mauricio "Chicho" Arias   | Medellín            | 42   | Comediante                  | Finalistas           |
| 2/3/4 | Tatán Mejía               | Manizales           | 36   | Freestyler de motocross     | Finalistas           |
| 5     | Cristina Campuzano        | Bogotá              | 47   | Actriz                      | Semifinalista        |
| 6     | Luis F. Arias "Estíwar G" | Bogotá              | 37   | Influencer y comediante     | 20.° eliminado       |
| 7     | Isabella Santiago         | Caracas             | 30   | Actriz y exreina de belleza | 19.ª eliminada       |
| 8     | Marco A. Giraldo "Corozo" | Granada             | 71   | Trovador y comediante       | 18.ª y 8.ª eliminado |
| 9     | Aída Morales              | Líbano              | 54   | Actriz                      | 17.ª eliminada       |
| 10    | Manuela González          | Bogotá              | 45   | Actriz                      | 16.ª eliminada       |
| 11    | Natalia Ramírez           | Bogotá              | 54   | Actriz                      | 15.ª y 1.ª eliminada |
| 12    | Aída Bossa                | Cartagena de Indias | 47   | Actriz                      | Retiro voluntario    |
| 13    | Maria Teresa Barreto      | Medellín            | 33   | Actriz                      | 14.ª y 6.ª eliminada |
| 14    | Jair Romero               | Riohacha            | 39   | Actor                       | 12.° y 5.° eliminado |
| 15    | Aco Pérez                 | Valledupar          | 37   | Actor                       | 11.° eliminado       |
| 16    | Tostao                    | Quibdó              | 41   | Cantante                    | 10.° eliminado       |
| 17    | Pamela Ospina             | Medellín            | 40   | Comediante y presentadora   | 9.ª eliminada        |
| 18    | Carolina Gómez            | Cali                | 46   | Actriz y exreina de belleza | 7.ª eliminada        |
| 19    | Lady Noriega              | Montería            | 51   | Cantante y actriz           | 4.ª eliminada        |
| 20    | Martín Karpan             | Buenos Aires        | 47   | Actor                       | 3.° eliminado        |
| 21    | Alexandra Montoya         | Bogotá              | 50   | Periodista e imitadora      | Retiro voluntario    |
| 22    | Luis Eduardo Arango       | Medellín            | 71   | Actor                       | 2.° eliminado        |

### Quinta temporada
La quinta temporada del formato, invitó a 24 nuevas celebridades para poner a prueba todas sus habilidades y conocimientos en la cocina más importante del mundo.
| Lugar | Concursante                  | Procedencia         | Edad | Profesión             | Resultado      |
| ----- | ---------------------------- | ------------------- | ---- | --------------------- | -------------- |
| 1     | Carolina Acevedo             | Ibagué              | 43   | Actriz                | Ganadora       |
| 2/3/4 | Adrián Parada                | Medellín            | 42   | Músico y comediante   | Finalistas     |
| 2/3/4 | Marianela González           | Caracas             | 45   | Actriz y modelo       | Finalistas     |
| 2/3/4 | Daniela Tapia                | La Habana           | 36   | Actriz                | Finalistas     |
| 5     | Natalia Sanint               | Bogotá              | 39   | Imitadora y DJ        | Semifinalista  |
| 6     | Iván Córdoba "El Negrito W"  | Valledupar          | 24   | Influencer            | 19.° eliminado |
| 7     | Martha Isabel Bolaños        | Cali                | 49   | Actriz y empresaria   | 18.° eliminada |
| 8     | Juan Pablo Barragán          | Bogotá              | 42   | Actor                 | 17.° eliminado |
| 9     | Diego Sáenz                  | Bogotá              | 35   | Presentador           | 16.° eliminado |
| 10    | Zulma Rey                    | Bogotá              | 35   | Actriz y modelo       | 15.° eliminada |
| 11    | Karoll Márquez               | Cartagena de Indias | 39   | Actor y cantante      | 14.° eliminado |
| 12    | Biassini Segura              | Bogotá              | 40   | Actor                 | 13.° eliminado |
| 13    | Juliana Galvis               | Bucaramanga         | 41   | Actriz y presentadora | 12.° eliminada |
| 14    | Francisca Estévez            | Bogotá              | 20   | Actriz                | 11.° eliminada |
| 15    | Mario Ruiz                   | Bogotá              | 28   | Influencer            | 10.° eliminado |
| 16    | Laura Barjum                 | Cartagena de Indias | 28   | Exreina de belleza    | 9.° eliminada  |
| 17    | Jairo Ordóñez                | Bogotá              | 48   | Actor                 | 8.° eliminado  |
| 18    | Álvaro Bayona                | Bogotá              | 62   | Actor                 | 7.° eliminado  |
| 19    | Luces Velásquez              | Medellín            | 62   | Actriz                | 6.° eliminada  |
| 20    | Julio César Herrera          | San Gil             | 53   | Actor                 | 5.° eliminado  |
| 21    | Marcela Benjumea             | Bogotá              | 51   | Actriz                | 4.° eliminada  |
| 22    | Padre Walter Zapata          | Cocorná             | —    | Sacerdote             | 3.° eliminado  |
| 23    | Cata Guzmán "Cata con Botas" | Bogotá              | 40   | Comediante            | 2.° eliminada  |
| 24    | Vargasvil                    | El Santuario        | 60   | Comediante            | 1.° eliminado  |

### Sexta temporada
La sexta temporada del formato, invita a 22 nuevas celebridades para poner a prueba todas sus habilidades y conocimientos en la cocina más importante del mundo.
| Lugar | Concursante          | Procedencia          | Edad | Profesión                 | Resultado                         |
| ----- | -------------------- | -------------------- | ---- | ------------------------- | --------------------------------- |
| 1     | Paola Rey            | San Gil              | 44   | Actriz                    | Ganadora                          |
| 2/3/4 | Carolina Cuervo      | Bogotá               | 44   | Actriz                    | Finalistas                        |
| 2/3/4 | Martina La Peligrosa | Santa Cruz de Lorica | 38   | Cantante                  | Finalistas                        |
| 2/3/4 | Vicky Berrío         | Anorí                | 46   | Actriz y comediante       | Finalistas                        |
| 5     | Juan Pablo Llano     | Medellín             | 47   | Actor y presentador       | Semifinalista                     |
| 6     | Caterine Ibargüen    | Apartadó             | 40   | Exatleta                  | 16° eliminada                     |
| 7     | Dominica Duque       | Medellín             | 34   | Presentadora y periodista | 15° eliminada                     |
| 8     | Jacques Toukhmanian  | Bogotá               | 42   | Actor                     | 14° eliminado                     |
| 9     | Cony Camelo          | Bogotá               | 47   | Actriz y cantante         | 13° eliminada                     |
| 10    | Nina Caicedo         | Quibdó               | 38   | Actriz                    | 12° eliminada                     |
| 11    | Ilenia Antonini      | Roma                 | 24   | Actriz                    | 11° eliminada                     |
| 12    | Franko Bonilla       | Ibagué               | 47   | Comediante                | 10° eliminado                     |
| 13    | Alejandro Estrada    | Cúcuta               | 44   | Actor                     | 9° eliminado                      |
| 14    | Roberto Cano         | Bogotá               | 51   | Actor                     | 8° eliminado                      |
| 15    | Marcela Gallego      | Sogamoso             | 52   | Actriz                    | 7° eliminada                      |
| 16    | Víctor Mallarino     | Bogotá               | 67   | Actor y director          | 6° eliminado                      |
| 17    | María Fernanda Yepes | Medellín             | 43   | Actriz                    | 5° eliminada                      |
| 18    | Ricardo Henao        | Pereira              | 33   | Actor                     | 4° eliminado                      |
| 19    | Andrés Toro          | Manizales            | 46   | Actor                     | 3° eliminado                      |
| 20    | Brian Moreno         | Cali                 | 36   | Actor                     | Retirado por recomendación médica |
| 21    | Gabriel Murillo      | Bogotá               | 33   | Comediante                | 2° eliminado                      |
| 22    | Camilo Sáenz         | Bogotá               | 46   | Actor                     | 1° eliminado                      |

### Séptima temporada
La séptima temporada del formato, invita a 22 nuevas celebridades para poner a prueba todas sus habilidades y conocimientos en la cocina más importante del mundo.
| Lugar | Concursante            | Procedencia         | Edad | Profesión                             | Resultado         |
| ----- | ---------------------- | ------------------- | ---- | ------------------------------------- | ----------------- |
|       | Alejandra Ávila        | Ibagué              | 36   | Actriz                                | En competencia    |
|       | Caterin Escobar        | Cali                | 42   | Actriz                                | En competencia    |
|       | Carolina Sabino        | Bogotá              | 47   | Cantante                              | En competencia    |
|       | David Sanin            | Medellín            | 43   | Actor y comediante                    | En competencia    |
|       | Diego Gómez "Pichingo" | Granada             | 37   | Comediante                            | En competencia    |
|       | Julián Zuluaga         | Medellín            | 28   | Actor                                 | En competencia    |
|       | Luis Fernando Hoyos    | Pereira             | 60   | Actor                                 | En competencia    |
|       | Michelle Rouillard     | Popayán             | 38   | Actriz, Exmodelo y Exreina de belleza | En competencia    |
|       | Nicolás Montero        | Bogotá              | 58   | Actor                                 | En competencia    |
|       | Patricia Grisales      | Manizales           | 67   | Actriz                                | En competencia    |
|       | Raúl Ocampo            | Santa Marta         | 33   | Actor                                 | En competencia    |
|       | Ricardo Vesga          | Bogotá              | 48   | Actor                                 | En competencia    |
|       | Valentina Taguado      | Bogotá              | 31   | Periodista e influencer               | En competencia    |
|       | Valeria Aguilar        | Medellín            | 27   | Influencer                            | En competencia    |
|       | Violeta Bergonzi       | París               | 36   | Presentadora                          | En competencia    |
| 16    | Jorge Herrera          | Cali                | 76   | Actor                                 | 6.º eliminado     |
| 17    | Mario Alberto Yepes    | Cali                | 49   | Exfutbolista                          | 5.º eliminado     |
| 18    | Andrea Guzmán          | Bogotá              | 47   | Actriz                                | 4.ª eliminada     |
| 19    | Luly Bossa             | Cartagena de Indias | 61   | Actriz                                | 3.ª eliminada     |
| 20    | René Higuita           | Medellín            | 58   | Exfutbolista                          | 2.° eliminado     |
| 21    | Rodrigo Candamil       | Cali                | 48   | Actor                                 | 1.° eliminado     |
| 22    | Yesenia Valencia       | Medellín            | 46   | Actriz                                | Retiro voluntario |

## Premios y nominaciones

### Premios TVyNovelas
| Año  | Categoría                            | Nominado                             | Resultado |
| ---- | ------------------------------------ | ------------------------------------ | --------- |
| 2018 | Mejor programa de concurso o reality | Mejor programa de concurso o reality | Ganador   |
| 2018 | Mejor presentador(a) de variedades   | Claudia Bahamón                      | Nominada  |

### Premios India Catalina
| Año  | Categoría                         | Nominado                          | Resultado |
| ---- | --------------------------------- | --------------------------------- | --------- |
| 2019 | Mejor programa reality o concurso | Mejor programa reality o concurso | Ganador   |
| 2022 | Mejor presentador o presentadora  | Claudia Bahamón                   | Ganador   |
| 2022 | Producción favorita del público   | MasterChef Celebrity Colombia     | Ganador   |